# لي كورنويل
لي كورنويل (بالإنجليزية: Lee Cornwell)‏ هو لاعب كرة قدم أمريكي، ولد في 15 مارس 1958 في لندن في المملكة المتحدة. لعب مع لوس أنجلوس لايزرز ونادي ليتون أورينت.